# Uuden Musiikin Kilpailu 2025
La quattordicesima edizione di Uuden Musiikin Kilpailu si è svolta l'8 febbraio 2025 presso la Nokia Arena di Tampere e ha selezionato il rappresentante della Finlandia all'Eurovision Song Contest 2025 a Basilea, in Svizzera.
La vincitrice è stata Erika Vikman con Ich komme.

## Organizzazione
Il 3 giugno 2024, l'emittente finlandese Yleisradio (Yle) ha confermato la partecipazione della Finlandia all'Eurovision Song Contest 2025, annunciando inoltre l'organizzazione della 14ª edizione di Uuden Musiikin Kilpailu (UMK) per selezionare il rappresentante nazionale.
Tra il 19 e il 25 agosto 2024 l'emittente ha dato la possibilità agli aspiranti partecipanti di inviare i propri brani, con la condizione che gli artisti partecipanti e che almeno uno dei compositori fossero cittadini o residenti permanenti in Finlandia. Inoltre, a differenza delle edizioni precedenti, Yle ha imposto il divieto di presentare brani già proposti o partecipanti ad altre selezioni nazionali e l'obbligo che, in caso di presentazione di una versione demo, l'interprete fosse lo stesso che avrebbe eseguito il brano durante la competizione.
L'evento, condotto da Sanni e Jasmin Beloued, si è tenuto in un'unica serata l'8 febbraio 2025, durante la quale 7 partecipanti si sono sfidati per ottenere la possibilità di rappresentare la Finlandia all'Eurovision Song Contest. Il vincitore è stato deciso dal voto combinato del televoto e della giuria internazionale, con un peso rispettivamente del 75% e del 25% sul risultato.

## Partecipanti
I 7 partecipanti, selezionati da una giuria tecnica presieduta da Tapio Hakanen fra le 485 proposte ricevute (un record assoluto nella storia del concorso), sono stati annunciati l'8 gennaio 2025, mentre i loro brani sono stati pubblicati in digitale ciclicamente dal 9 al 17 gennaio.
Il 22 gennaio è stato reso noto che i One Morning Left sono stati squalificati a causa di una violazione contrattuale; lo stesso giorno, la band ha pubblicato una dichiarazione in cui annunciava il proprio scioglimento a seguito di accuse di adescamento di minori rivolte al frontman Mika Lahti.
| Artista          | Titolo            | Lingua     | Compositori                                                                      |
| ---------------- | ----------------- | ---------- | -------------------------------------------------------------------------------- |
| Costee           | Sekaisin          | Finlandese | Jussi Tiainen, Teemu Javanainen, Tomi Tamminen                                   |
| Erika Vikman     | Ich komme         | Finlandese | Christel Roosberg, Jori Roosberg                                                 |
| Goldielocks      | Made Of           | Inglese    | Ella Mäntynen, Lauri Mäntynen, Topi Kilpinen                                     |
| Neea River       | Nightmares        | Inglese    | Ilkka Wirtanen, Neea Jokinen, Petri Alanko                                       |
| Nelli Matula     | Hitaammin hautaan | Finlandese | Antti Riihimäki, Kaisa Korhonen, Nelli Matula                                    |
| One Morning Left | Puppy             | Inglese    | Johannes Naukkarinen, Juuso Turkki, Leevi Luoto, Mika Lahti, Saku Ahola          |
| Viivi            | Aina              | Finlandese | Antti Riihimäki, Emma Johansson, Joonas Keronen, Lauri Halavaara, Viivi Korhonen |

## Finale
La finale si è tenuta l'8 febbraio 2025 presso la Nokia Arena di Tampere ed è stata presentata da Sanni e Jasmin Beloued. L'ordine di uscita è stato reso noto il 28 gennaio 2025.
La serata è stata aperta da Windows95man e Henri Piispanen, rappresentanti della Finlandia all'Eurovision Song Contest 2024, mentre durante l'intervallo si sono esibite Sanni con un medley della sua discografia e l'UMK Fantasy Band, un supergruppo composto dal ex partecipanti della selezione finlandese: Laura Voutilainen (2002), Annika Eklund (2006), Eini (2016), Bess (2022) e Keira (2023), accompagnate dalla violinista Linda Lampenius, che si sono esibite con una versione rivisitata di Shanghain valot, brano con cui Annika Eklund ha gareggiato nell'edizione 2006 della selezione eurovisiva.
A vincere il voto della giuria e del televoto sono state rispettivamente Goldielocks e Erika Vikman; una volta sommati i punteggi la seconda è stata proclamata vincitrice della manifestazione, superando di oltre 100 punti di distacco la seconda classificata.
| # | Artista      | Titolo            | Punteggio | Punteggio | Punteggio | Posizione |
| # | Artista      | Titolo            | Giuria    | Televoto  | Totale    | Posizione |
| - | ------------ | ----------------- | --------- | --------- | --------- | --------- |
| 1 | Costee       | Sekaisin          | 40        | 43        | 83        | 6         |
| 2 | Neea River   | Nightmares        | 24        | 60        | 84        | 5         |
| 3 | Goldielocks  | Made Of           | 74        | 229       | 303       | 2         |
| 4 | Viivi        | Aina              | 38        | 100       | 138       | 3         |
| 5 | Nelli Matula | Hitaammin hautaan | 50        | 88        | 138       | 4         |
| 6 | Erika Vikman | Ich komme         | 68        | 362       | 430       | 1         |

| Brano             | HRV | NLD | LTU | SMR | ESP | EST | CHE | Totale |
| ----------------- | --- | --- | --- | --- | --- | --- | --- | ------ |
| Sekaisin          | 6   | 10  | 6   | 4   | 6   | 6   | 2   | 40     |
| Nightmares        | 8   | 4   | 2   | 2   | 2   | 2   | 4   | 24     |
| Made Of           | 10  | 12  | 12  | 10  | 12  | 10  | 8   | 74     |
| Aina              | 2   | 8   | 4   | 6   | 4   | 4   | 10  | 38     |
| Hitaammin hautaan | 4   | 2   | 10  | 12  | 8   | 8   | 6   | 50     |
| Ich komme         | 12  | 6   | 8   | 8   | 10  | 12  | 12  | 68     |

## Ascolti
| Puntata | Messa in onda   | Telespettatori | Note   |
| ------- | --------------- | -------------- | ------ |
| Finale  | 8 febbraio 2025 | 1 480 000      | [ 12 ] |

## Trasmissione dell'evento
| Area        | Rete            |
| ----------- | --------------- |
| Finlandia   | Yle TV1         |
| Finlandia   | Yle Areena      |
| Finlandia   | YleX            |
| Finlandia   | Yle Radio Suomi |
| Finlandia   | Yle X3M         |
| Paesi Bassi | OutTV           |
| Spagna      | Ten             |